# Greater Than One
I Greater Than One (conosciuti in seguito anche come G.T.O. e Technohead) sono stati un gruppo musicale musica industriale e techno britannico, composto dai coniugi Lee Newman e Michael Wells.
Il progetto musicale dei coniugi Newman e Wells è proseguito per una decina d'anni, fino alla morte di Lee Newman il 4 agosto 1995 a causa di un tumore. I principali successi commerciali sono stati ottenuti con gli pseudonimi G.T.O. e Technohead, ma negli anni hanno prodotto musica per diverse etichette discografiche con numero altri pseudonimi come Tricky Music, John + Julie, Church of Ecstasy e tanti altri. Dopo la morte della moglie, Michael Newman ha proseguito con la produzione musicale.

## Storia

### I primi dischi
Attivi dalla metà degli anni ottanta, dopo alcuni singoli hanno debuttato nel 1987 con l'album All the Masters Licked Me, pubblicato dall'etichetta discografica Side Effects. L'anno successivo, nel 1988, raggiungono la notorietà internazionale con il disco Dance on the Cowards, ripubblicato anche negli Stati Uniti l'anno successivo per l'etichetta discografica Wax Trax! con il titolo London, pubblicato in edizione doppio disco. La collaborazione con la casa discografica proseguì anche negli anni successivi con l'uscita di G-Force (1989) e dell'EP Index (1991). Sempre del 1991 è inoltre la raccolta Duty and Trust, pubblicato dalla ROIR.

### L'evoluzione in G.T.O.
Nel 1990, il gruppo varia il proprio nome in G.T.O., acronimo di Greater Than One, e con questo nuovo pseudonimo pubblica Pure per la Go Bang! Records che, insieme al successivo Listen to the Rhythm Flow (1991) diventano dei classici della musica techno. In particolar modo, Pure ottenne anche un discreto successo discografico, apparendo nella classifica di vendita britannica.
Le ultime pubblicazioni inedite della formazione come GTO risalgono al 1993 per la NovaMute con i dischi Tip of the Iceberg e Love Is Everywhere. e al 1994 con gli EP Data-Trax Vol. 1 e Data-Trax Vol. 2 usciti per React Records.
Nei primi anni novanta, i coniugi Wells e Newman hanno pubblicato anche con altri pseudonimi, come John & Julie, Church of Ecstasy e Tricky Disco.

### La morte di Newman e l'evoluzione in Technohead
Nel 1995 il progetto assunse il nome di Technohead con la pubblicazione per l'etichetta discografica Mokum Records del singolo I Wanna Be a Hippy, in assoluto il maggior successo commerciale del duo pubblicato nel mese di giugno, che raggiunse la vetta delle classifiche di Austria, Paesi Bassi, Belgio e Germania. Il singolo venne incluso nell'album Headsex uscito il 1º agosto dello stesso anno, appena tre giorni prima della morte di Lee Newman a causa di un tumore.
Michael Wells continuò l'attività musicale anche dopo la morte della moglie, sia con il nome Technohead che con altri pseudonimi.

## Discografia

### Come Greater Than One
Album
Studio
- 1987 - All the Masters Licked Me
- 1988 - Dance of the Cowards
- 1989 - London
- 1989 - G-Force

Raccolte
- 1992 - Duty & Trust

EP
- 1991 - Index

Singoli
- 1989 - I Don't Need God
- 1989 - Utopia

### Come G.T.O
Album
- 1993 - Tip of the Iceberg
- 1993 - Love Is Everywhere

EP
- 1992 - Elevation
- 1994 - Data-Trax Vol. 1
- 1994 - Data-Trax Vol. 2

Singoli
- 1990 - Pure
- 1991 - Listen to the Rhythm Flow
- 1996 - Kardiophunk/The Seventh Wave

### Come Technohead
Album
- 1995 - Headsex

EP
- 2019 - Wasted

Singoli
- 1995 - I Wanna Be a Hippy
- 1995 - Headsex
- 1996 - Happy Birthday
- 1996 - Banana Na Na (Dumb Bi Bumb)
- 2004 - I Wanna Be Hippy (I Wanna Get Stoned 2004 Remix)
- 2010 - Take Me Away
- 2014 - Party Boy
- 2014 - Singing in Da Rave
- 2019 - Hands Up!
- 2019 - Eeeeyo
- 2019 - Wasted
- 2019 - Fuck You Bitches (aka F**K YOU B*****$)
- 2019 - You Are My Extacy